# Lokomotiw Moskwa (piłka nożna)
Lokomotiw Moskwa (ros. «Локомотив» Москва, trb. «Łokomotiw» Moskwa) – rosyjski klub piłkarski z siedzibą w Moskwie, grający w rozgrywkach rosyjskiej Priemjer Ligi.

## Historia
- 1923–1930: KOR Moskwa (ros. КОР («Клуб имени Октябрьской революции») Москва)
- 1931–1935: Kazanka Moskwa (ros. «Казанка» Москва)
- Od 1936: Lokomotiw Moskwa (ros. «Локомотив» Москва)

Lokomotiw Moskwa został założony w 1923 roku jako KOR Moskwa (Клуб Октябрьской Революции, Klub Rewolucji Październikowej), w 1931 roku jego dotychczasową nazwę zmieniono na Kazanka (od nazwy moskiewskiego Dworca Kazańskiego), zaś w 1936 na Lokomotiw (tzn. „Lokomotywa”, nazwa jest związana z tym że to był klub resortowy ministerstwa transportu kolejowego; temu tradycyjnie zawodnicy klubu są nazywani „kolejarze”). W czasach Związku Radzieckiego klub występował w Pierwszej i Drugiej Dywizji (2. i 3. liga), nigdy nie udało mu się awansować do najwyższej klasy rozgrywkowej. Sukcesy odnosił jedynie w krajowym pucharze, który zdobył dwukrotnie. Zupełnie inaczej potoczyły się losy klubu po rozpadzie Związku Radzieckiego. Od początku istnienia Rosyjskiej Premier Ligi Lokomotiw nie zajął miejsca niższego niż szóste. W 2002 roku przerwał dominację Spartaka Moskwa i zdobył mistrzostwo kraju. Reprezentował Rosję w Lidze Mistrzów i Pucharze UEFA. W 2004 roku ponownie wygrał Premier Ligę, wyprzedzając o punkt CSKA Moskwa. W 2005 roku wieloletni trener Lokomotiwu Jurij Siomin został selekcjonerem reprezentacji Rosji i zastąpił go Władimir Esztrekow. Przez długi czas w sezonie 2005 klub prowadził w tabeli, jednak ostatecznie został wyprzedzony zarówno przez CSKA, jak i przez stołeczny Spartak, kwalifikując się jedynie do Pucharu UEFA.

## Sukcesy
Rosja
- Mistrzostwo Rosji: 2002, 2004, 2017/18
- Wicemistrzostwo Rosji: 1995, 1999, 2000, 2001, 2018/19, 2019/2020
- III miejsce w Rosyjskiej Premier Lidze: 1994, 1998, 2005, 2006, 2013/14, 2020/21
- Zdobywca Pucharu Rosji: 1995/96, 1996/97, 1999/00, 2000/01, 2006/07, 2014/15, 2016/17, 2018/19, 2020/2021
- Finalista Pucharu Rosji: 1998
- Zdobywca Superpucharu Rosji: 2003, 2005, 2019
- Finalista Superpucharu Rosji: 2008, 2015, 2017, 2018, 2020, 2021

ZSRR
- 2 miejsce w Klasie A ZSRR: 1959
- Zdobywca Pucharu ZSRR: 1936, 1957
- Finalista Pucharu ZSRR: 1990

Europa
- 1/2 finału Pucharu Zdobywców Pucharów: 1998, 1999

## Obecny skład
Stan na 15 maja 2021 roku
| Nr | Poz. | Piłkarz                 |
| -- | ---- | ----------------------- |
| 1  | BR   | Guilherme               |
| 2  | OB   | Dmitrij Żywogladow      |
| 3  | OB   | Pablo Castro            |
| 4  | OB   | Stanisław Magkiejew     |
| 5  | OB   | Konstantin Maradiszwili |
| 6  | PO   | Dmitrij Barinow         |
| 7  | NA   | Gyrano Kerk             |
| 8  | PO   | Alexis Beka Beka        |
| 9  | NA   | Fiodor Smołow           |
| 10 | PO   | Tino Anjorin            |
| 11 | PO   | Anton Miranczuk         |
| 16 | OB   | Tin Jedvaj              |
| 17 | NA   | Rifat Żemaletdinow      |
| 20 | NA   | Zé Luís                 |

| Nr | Poz. | Piłkarz            |
| -- | ---- | ------------------ |
| 24 | OB   | Maksim Nienakow    |
| 25 | NA   | François Kamano    |
| 27 | OB   | Murilo Cerqueira   |
| 28 | OB   | Boris Rotenberg    |
| 31 | OB   | Maciej Rybus       |
| 45 | OB   | Aleksandr Siljanow |
| 53 | BR   | Daniił Chudiakow   |
| 60 | BR   | Andriej Sawin      |
| 69 | PO   | Daniił Kulikow     |
| 71 | OB   | Nair Tiknizian     |
| 73 | PO   | Maksim Pietrow     |
| 75 | PO   | Siergiej Babkin    |
| 88 | NA   | Witalij Lisakowicz |
| 94 | PO   | Dmitrij Rybczinski |

## Trenerzy
- 1952–1957  Borys Arkadijew
- 1958–1959  Jewgienij Jelisiejew
- 1960–1962  Nikołaj Morozow
- 1962  Aleksiej Kostylew
- 1963–1965  Boris Arkadjew
- 1965  Jewgienij Rogow
- 1966  Konstantin Bieskow
- 1966–1968  Walentin Bubukin
- 1969–1970  Wiktor Marienko
- 1970–1972  Jewgienij Rogow
- 1972  Igor Wołczok
- 1973  Michaił Jakuszyn
- 1973–1978  Igor Wołczok
- 1978–1980  Wiktor Marjenko
- 1981–1982  Aleksandr Siewidow
- 1983  Władimir Rodionow
- 1983–1985  Igor Wołczok
- 1986–1990  Jurij Siomin
- 1991  Walerij Filatow
- 1992–2005  Jurij Siomin
- 2005  Władimir Esztriekow
- 2006  Slavoljub Muslin
- 2006  Oleg Dołmatow
- 2006–2007  Anatolij Byszowiec
- 2008–2009  Raszyd Rachimow
- 2009  Władimir Maminow
- 2009–2011  Jurij Siomin
- 2011–2012  José Couceiro
- 2012–2013  Slaven Bilić
- 2013–2014  Leanid Kuczuk
- 2014–2015  Miodrag Božović
- 2015–2016  Igor Czeriewczenko
- 2016  Oleg Paszinin
- 2016–2020  Jurij Siomin
- 2020–2021  Marko Nikolić
- 2021–2022  Markus Gisdol
- 2022  Dmitrij Łośkow
- 2022  Zaur Chapow
- 2022–2023  Josef Zinnbauer